# ستيغ بيرسون
ستيغ بيرسون (بالسويدية: Stig Persson)‏ هو مصارع هاوي سويدي، ولد في 28 نوفمبر 1934 في Klippan, Scania ‏ في السويد، وتوفي في 1 يوليو 1968 في نيبرو في السويد.

## وصلات خارجية
- ستيغ بيرسون على موقع قاعدة بيانات المصارعة الدولية (الإنجليزية)
- ستيغ بيرسون على موقع أوليمبيديا (الإنجليزية)
- ستيغ بيرسون على موقع اللجنة الأولمبية السويدية (السويدية)